# Juan Cerezo de Salamanca
Juan Cerezo de Salamanca was een Spaans koloniaal bestuurder. Cerezo de Salamanca was van 8 augustus 1633 tot 25 juni 1635 gouverneur-generaal van de Filipijnen.
Na de dood van gouverneur-generaal Juan Niño de Tabora op 22 juli 1632, besloot Rodrigo Pacheco, onderkoning van Nieuw-Spanje, tot de benoeming van een tijdelijke opvolger voordat een definitieve gouverneur-generaal zou worden benoemd. Op 5 april 1633 vertrok Juan Cerezo de Salamanca met zijn aanstelling op zak vanuit Acapulco per Manillagaljoen richting de Filipijnen. Hij arriveerde op 8 juli 1633 op Mindoro, vanwaar hij per roeischip naar Manilla getransporteerd werd, waar hij op 2 augustus werd geïnstalleerd als nieuwe gouverneur-generaal. Tijdens zijn ambtstermijn werd onder meer een start gemaakt met de bouw van Fort Pilar, een stenen verdedigingsbolwerk in de zuidelijke Filipijnse stad Zamboanga City, dat de christelijke bevolking ter plekke diende te beschermen ten de voortdurende aanvallen door de moro's uit de regio.
Op 25 juni 1635 werd Cerezo de Salamanca opgevolgd door Sebastián Hurtado de Corcuera.